# Gleichen
Gleichen település Németországban, azon belül Alsó-Szászország tartományban. Lakosainak száma 8693 fő (2023. december 31.).

## Népesség
A település népességének változása:
| Lakosok száma | 9264 | 9029 | 8894 | 8845 | 8804 | 8739 | 8807 | 8693 |
|               | 2010 | 2014 | 2016 | 2017 | 2019 | 2021 | 2022 | 2023 |